# Bottigerdümen
Bottigerdümen är en kulle i Schweiz. Den ligger i distriktet Interlaken-Oberhasli och kantonen Bern, i den centrala delen av landet, 70 km öster om huvudstaden Bern. Toppen på Bottigerdümen är 1 540 meter över havet.